# أجاي راي
أجاي راي (بالإنجليزية: Ajay Rai)‏ هو سياسي هندي، ولد في 7 أكتوبر 1969 في فاراناسي في الهند. حزبياً، نشط في المؤتمر الوطني الهندي. وقد انتخب عضو الجمعية التشريعية في أتر برديش ‏.